# Oolong
Oolong (chinesisch 烏龍茶 / 乌龙茶, Pinyin wūlóng chá, Jyutping wu1lung4 caa4, Pe̍h-ōe-jī oo-liông-tê – „Schwarzer-Drachen-Tee“, auch 青茶,  qīngchá, Jyutping cing1caa4 – „Grünblauer-Tee“) ist eine traditionelle chinesische Teesorte. Die Oxidationsstufe liegt zwischen der von grünem und schwarzem Tee.

## Namensherkunft und -bedeutung
Die Bezeichnung Oolong (烏龍 / 乌龙,  wūlóng) bedeutet Schwarzer Drache. Verschiedene Legenden beschreiben den Ursprung dieses Namens. Eine dieser Legenden besagt, dass der Inhaber einer Teepflanzung beim Trocknen der Teeblätter von einem schwarzen Drachen verjagt wurde; als er sich vorsichtig einige Tage später zurücktraute, waren die Blätter in der Sonne oxidiert und ergaben ein herrliches Getränk.
Als die ältesten bekannten Teebüsche, aus deren Blättern Oolong-Tee gewonnen wird, gelten die „Vier berühmten Teebüsche“ des Wuyi-Gebirges im Nordwesten der chinesischen Provinz Fujian.

## Herstellung
Für den Oolong-Tee müssen die Teeblätter zunächst nach dem Pflücken in der Sonne zu welken beginnen. Danach werden sie in einem Raum zum Ruhen gelagert; anschließend findet die Oxidation statt. Die Blätter werden immer wieder leicht gerieben und geschüttelt, so dass der austretende Saft mit dem Sauerstoff der Luft reagiert; jedoch nicht so lange wie schwarzer Tee. Die Oxidation wurde klassisch-handwerklich durch das Erhitzen in Eisenpfannen gestoppt.
Je nach Oxidationsdauer tendiert der so behandelte Oolong geschmacklich mehr zum Grün- oder zum Schwarztee.

## Eigenschaften, Aufguss

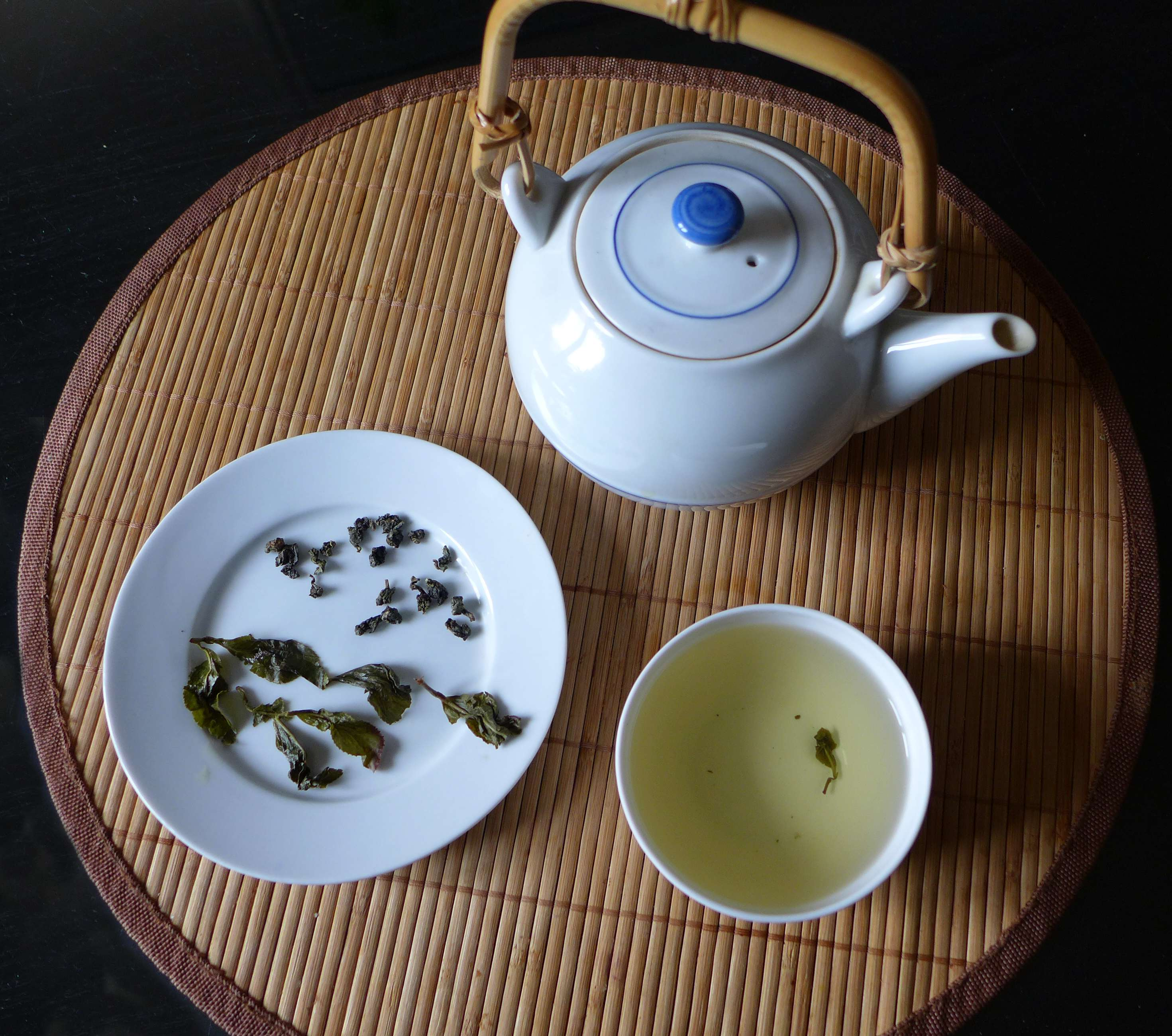
Oolong-Tee – Aufguss – vorher und nachher, 2014

Teekenner stufen den Tee nach seinem Aroma (wohlriechend, blumig), dem Geschmack und Nachgeschmack ein. Zu den besten Oolong-Tees werden der Oriental Beauty aus Taiwan, aus den traditionellen Anbaugebieten in Hsinchu, Miaoli und Pinglin, der Dongding Oolong, nach dem Berg Dongding im Landkreis Nantou (v. a. Gemeinde Lugu) in Taiwan und der Tieguanyin aus der Provinz Fujian in China gezählt. Auch der Phönix Dancong aus Chao’an in Guangdong gehört zu den besten Oolonggärten.
Seit einigen Jahren werden auch in Indien, Malaysia, Vietnam, Thailand, Malawi und Kenia Oolong-Tees produziert, mit teils anderer Geschmackscharakteristik.
Oolong-Tee kann mehrmals aufgegossen werden. Traditionell werden hierfür kleine Teekannen aus unglasiertem Ton wie eine Yixing-Teekanne verwendet; aufgegossen wird Oolong-Tee meist nach der Gong-Fu-Methode. Die einzelnen Aufgüsse werden nacheinander bezeichnet als:
1. Tee des guten Geruchs;
2. Tee des guten Geschmacks;
3. Tee der langen Freundschaft.

## Sorten
Bekannte Oolong-Tees aus China sind:
- Tie Guanyin aus Anxi[Anm. 7], ein Tee aus der Südregion der Provinz von Fujian.
- Wuyi yancha[Anm. 8] – ein Felsentee aus dem Wuyi-Gebirge in der Nordwestregion der Provinz Fujian. Hierzu zählen:
  - Da Hongpao[Anm. 9], ein stärker oxidierter Oolong-Tee, aus einem der Vier berühmten Teebüsche.
  - Bai Jiguan[Anm. 10], ein leichter Oolong-Tee, aus einem der Vier berühmten Teebüsche.
  - Shuijingui[Anm. 11], ein Oolong-Tee, aus einem der Vier berühmten Teebüsche.
  - Tie Luohan[Anm. 12], ein Oolong-Tee, aus einem der Vier berühmten Teebüsche.

Eine in Europa wenig bekannte Spezialität ist der gelagerte Oolong. Ähnlich wie Pu-Erh-Tees gewinnen gewisse, qualitativ hochstehende Oolongs bei idealen Lagerbedingungen mit der Zeit an Geschmack und Qualität.

## Galerie

Verschiedene Oolong-Teesorten
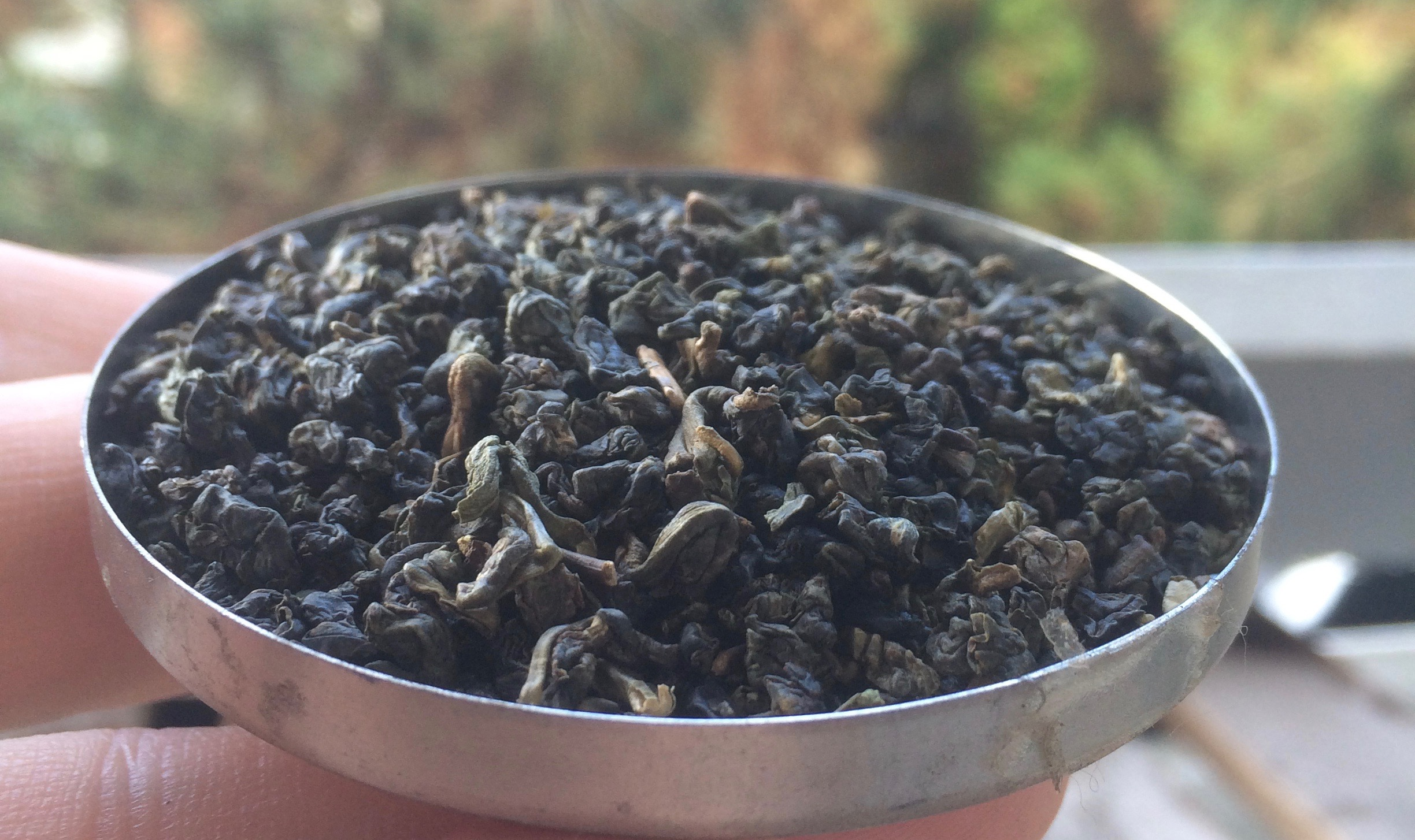
Dongding-Oolong-Tee von Nantou, 2016
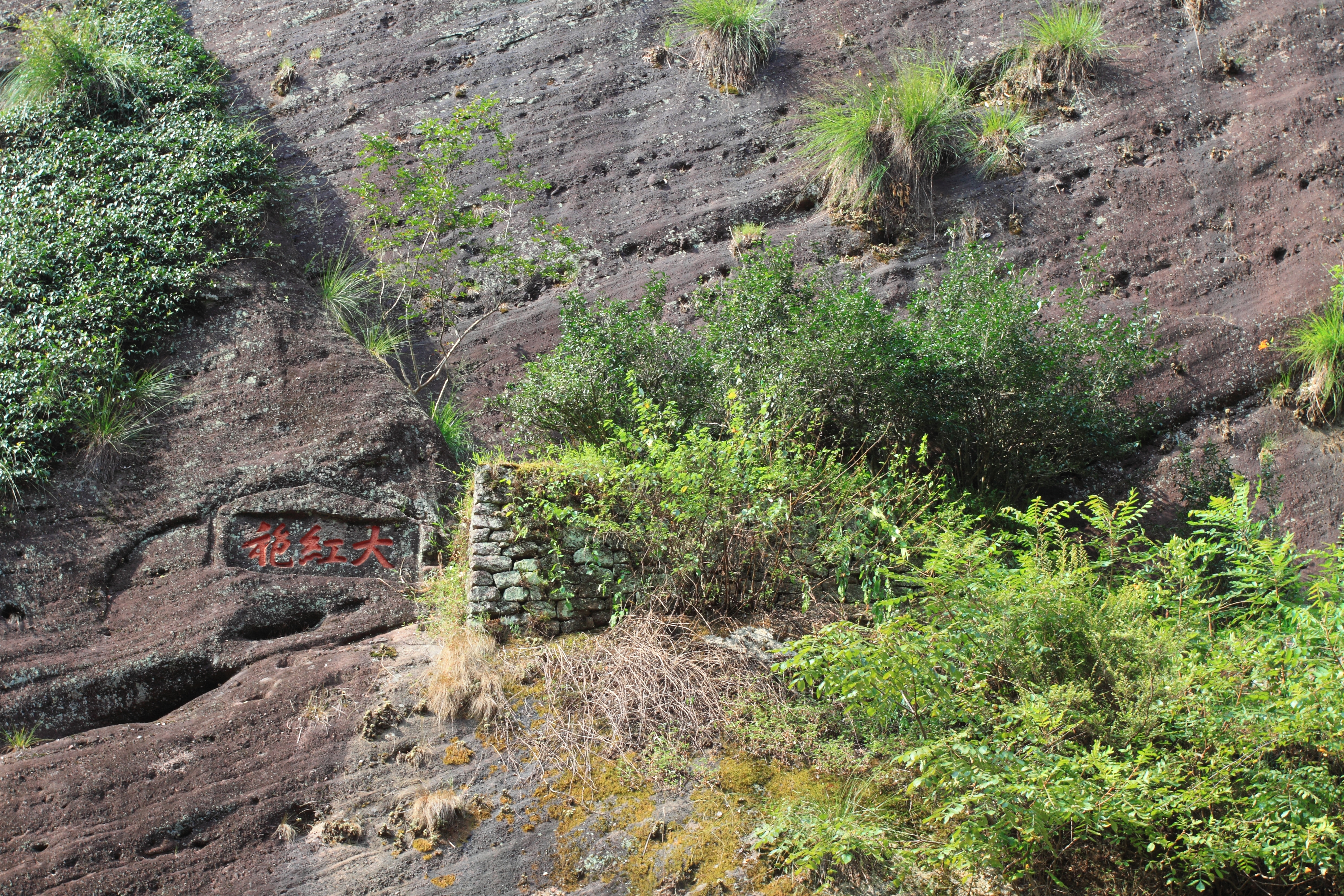
Alte Da-Hongpao-Teebüsche im Wuyi Shan, 2012
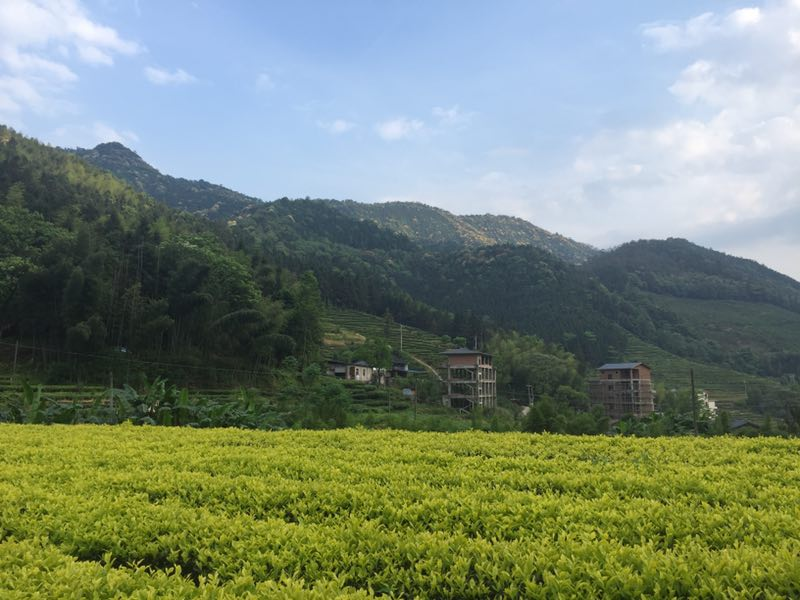
Bai-Jiguan-Teefelder im Wuyi Shan, 2017
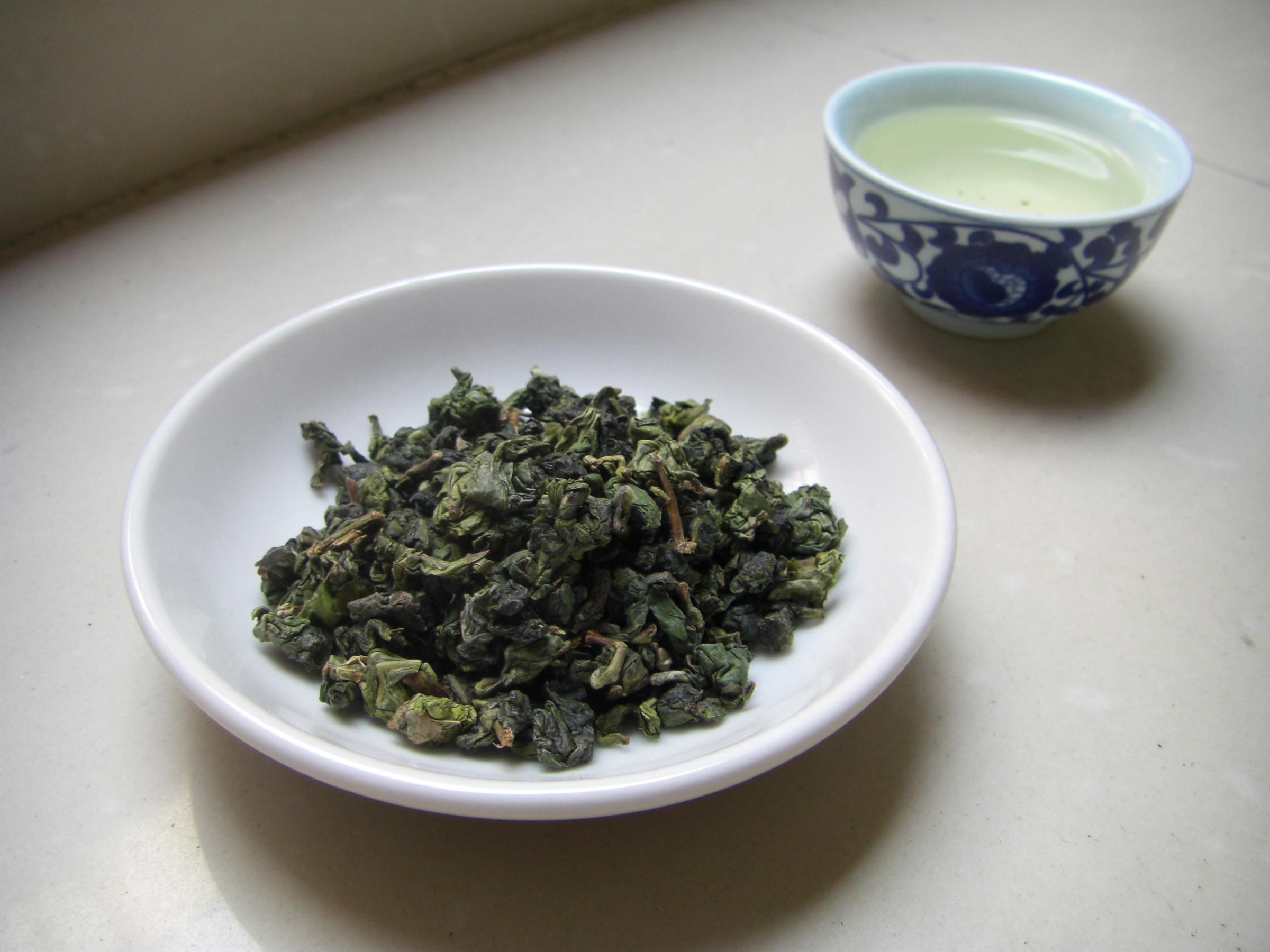
Tie-Guanyin-Tee, 2009
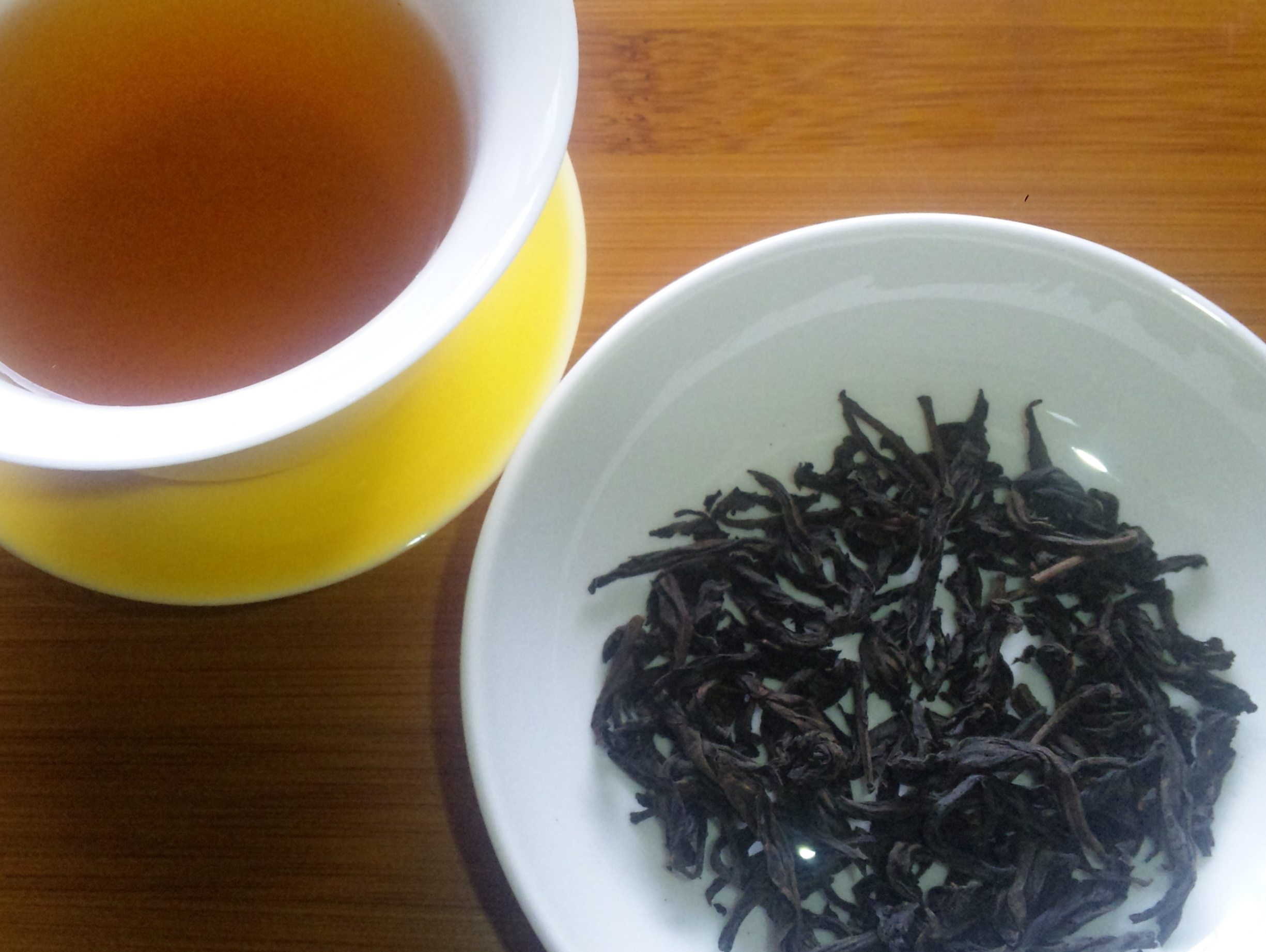
Da Hongpao, 2011
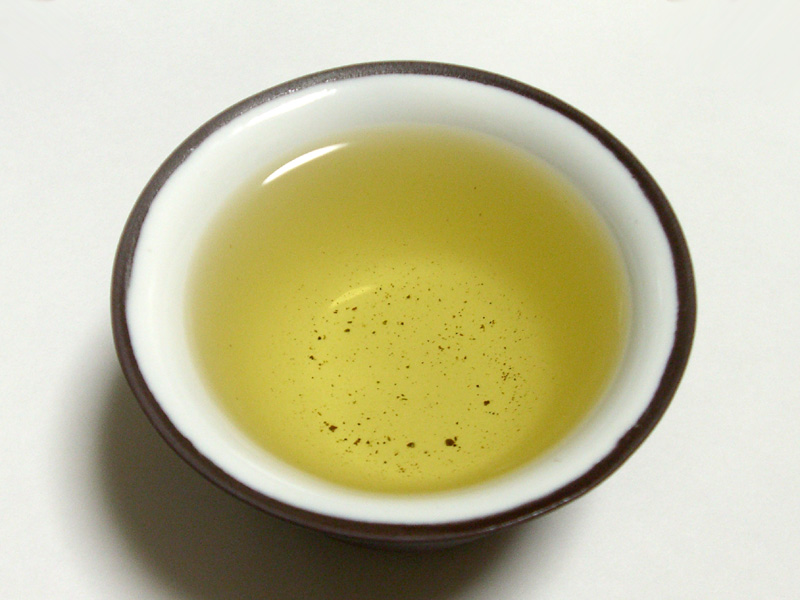
Oolong-Tee in Gaiwan, 2005
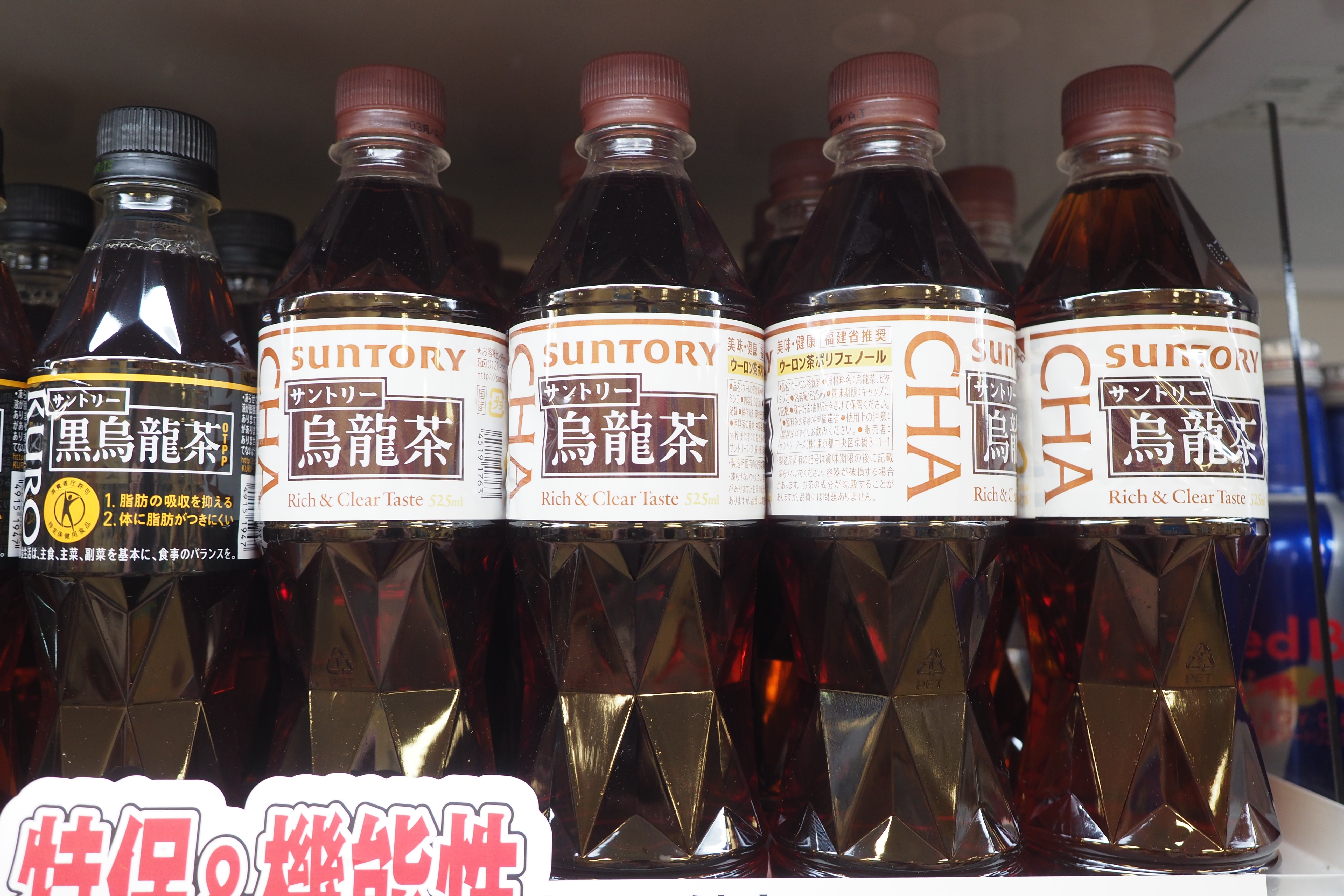
Ūroncha[Anm. 13] in PET-Flaschen, Japan 2017
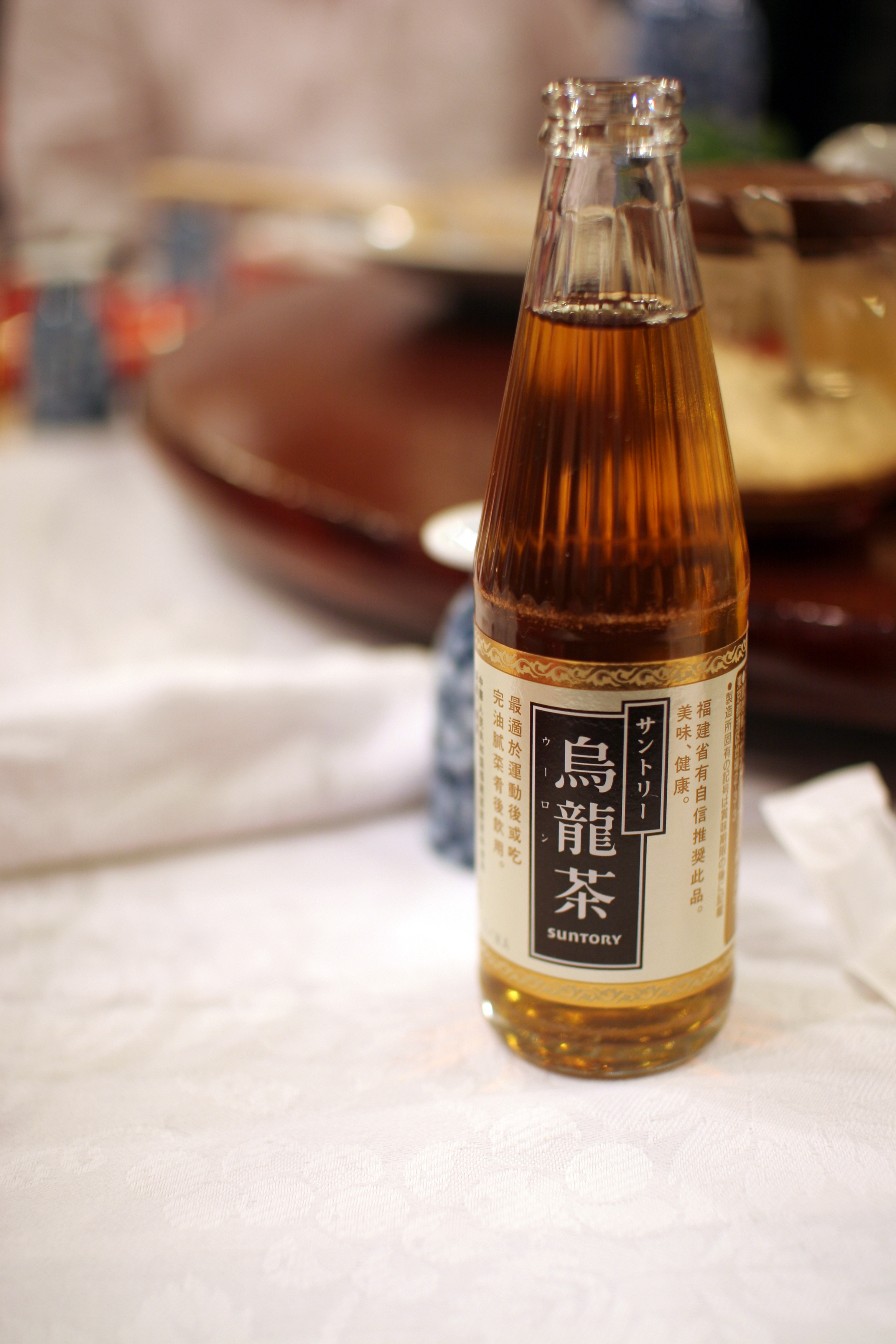
In Glasflasche, 2007